# Питони
Питоните (Python) са род влечуги от семейство Питонови (Pythonidae).
Таксонът е описан за пръв път от Франсоа Мари Доден през 1803 година.

## Видове
- Python anchietae – Анголски питон
- Python bivittatus – Бирмански питон
- Python breitensteini – Петнист питон
- Python brongersmai – Червен петнист питон
- Python curtus – Късоопашат питон
- Python europaeus
- Python kyaiktiyo
- Python molurus – Тигров питон
- Python natalensis – Етиопски питон
- Python regius – Кралски питон
- Python reticulatus – Малайски мрежест питон
- Python sebae – Скален питон